# Гречищев, Николай Иванович
https://www.patreon.com/join/igoryakovenko
Николай Иванович Гречи́щев (1906—1960) — руководитель оборонных предприятий, начальник Главного управления Министерства сельскохозяйственного машиностроения СССР, генерал—майор инженерно-артиллерийской службы, лауреат Сталинской премии третьей степени (1950).

## Биография
Родился 2 (15 октября) 1906 года в Щурово.
В 1939—1943 годы директор завода № 14 имени А. А. Косякова (Владимирский пороховой завод).
В 1943—1947 годы начальник завода № 392 (комбинат «Прогресс») (Кемерово). Наладил выпуск гражданской продукции, в том числе запчастей для тракторов.
С 1947 года начальник Главного управления Министерства сельскохозяйственного машиностроения СССР.
Генерал-майор инженерно-артиллерийской службы (1943).
Умер в 1960 году (возможно — 21 июня). Похоронен в Москве на Новодевичьем кладбище (участок № 8).
Жена — Гречищева Лидия Васильевна, урождённая Кастерина (1903–1993).

## Признание
- Сталинская премия третьей степени (1950) — за разработку конструкции, освоение и внедрение в производство подвижных механизированных зерносушилок ЗСП-1 и ЗСП-2 «Кузбасс» — за разработку конструкции, освоение и внедрение в производство подвижных механизированных зерносушилок ЗСП-1 и ЗСП-2 «Кузбасс».
- орден Ленина (6.4.1945)
- орден Трудового Красного Знамени (20.1.1942)
- медаль «За победу над Германией в Великой Отечественной войне 1941—1945 гг.»
- медаль «За победу над Японией»
- медаль «За оборону Москвы».